# Transpomerania
Transpomerania  o Pomerania Oriental (en alemán, Hinterpommern o Ostpommern) es una subregión de la región histórica de Pomerania, situada al este del río Óder. Hasta el fin de la Segunda Guerra Mundial en 1945, la provincia prusiana de Pomerania estaba dividida en tres distritos administrativos: Köslin, Stettin y Stralsund. Tras la guerra, la subregión se sitúa en Polonia, predominantemente en el Voivodato de Pomerania Occidental, mientras que el extremo más oriental está administrado por el Voivodato de Pomerania.

## Ciudades
Las ciudades mayores de Transpomerania son:
- Bytów (Bütow)
- Darłowo (Rügenwalde)
- Kołobrzeg (Kolberg)
- Koszalin (Köslin)
- Lębork (Lauenburg in Pommern)
- Słupsk (Stolp in Pommern)
- Stargard Szczeciński (Stargard in Pommern)
- Szczecinek (Neustettin)

## Historia
Formó parte del Ducado de Pomerania, ocupada por los suecos en 1630 durante la guerra de los Treinta Años. La Paz de Westfalia estableció que pasara a formar parte de Brandemburgo, aunque las tropas suecas permanecieron ocupando el territorio, hasta el Tratado de Stettin (1653). Fue parte del Imperio alemán desde 1871.
Finalizada la Segunda Guerra Mundial, pasó a formar parte de Polonia.